# Volta a Catalunya de 2015
La Volta a Catalunya de 2015 fou la 95a edició de la Volta a Catalunya. La cursa es disputà entre el 23 i el 29 de març de 2015 en set etapes i un total de 1.238,1 km. Aquesta va ser la cinquena prova de l'UCI World Tour 2015.
La cursa va ser guanyada per l'australià Richie Porte (Team Sky), que es va fer amb el liderat en acabar la cinquena etapa amb final a Valls i que va saber mantenir fins al final, amb la qual cosa es convertia en el primer australià a guanyar la Volta a Catalunya. Porte guanyà la general amb quatre segons d'avantatge sobre Alejandro Valverde (Movistar Team), guanyador de tres etapes i que si no hagués estat per una caiguda en la tercera etapa amb final a Girona, que li va fer perdre 19 segons sobre Porte, hauria estat el vencedor final. Domenico Pozzovivo (AG2R La Mondiale) acabà en la tercera posició final, a cinc segons de Porte, mentre Alberto Contador (Team Tinkoff-Saxo) fou quart a set segons del vencedor final.
En les classificacions secundàries Tom Danielson (Cannondale-Garmin) guanyà la classificació de la muntanya, Wilco Kelderman (Team LottoNL-Jumbo) la dels joves, Lluís Mas (Caja Rural-Seguros RGA) la de les metes volants i el BMC Racing Team la classificació per equips.

## Recorregut
L'edició va ser presentada al públic el 16 de març, tan sols una setmana abans del seu començament, tot i que en setmanes precedents ja s'havien fet públiques les ciutats que acollirien els finals d'etapa.
Com en anys anteriors no es disputa cap contrarellotge individual i el recorregut és molt similar quant a estructura: amb una primera etapa de mitja muntanya per la zona del Montseny però amb final previsible a l'esprint a la costa; una segona etapa plana amb final a Olot; una etapa de mitja muntanya per la zona de les Gavarres i final a Girona i una etapa d'alta muntanya amb final a La Molina, en què s'hauria de decidir el vencedor de la classificació general. La cinquena i sisena etapes, amb final a Valls i Port-Aventura, tenen un recorregut propici per a les escapades, una vegada obertes grans diferències entre els ciclistes, i la darrera etapa finalitza a la muntanya de Montjuïc, amb un circuit al qual cal donar vuit voltes.

## Equips participants
En aquesta edició de la Volta a Catalunya hi prendran part 24 equips: els 17 World Tour, més 7 equips convidats per l'organització, que foren fets públic el 22 de gener: el Bretagne-Séché Environnement, Caja Rural-Seguros RGA, CCC Sprandi Polkowice, Cofidis, Colombia, Team Europcar i Wanty-Groupe Gobert.
| Núm.    | Codi | Equip                 |
| ------- | ---- | --------------------- |
| 1-8     | KAT  | Team Katusha          |
| 11-18   | TCS  | Team Tinkoff-Saxo     |
| 21-28   | BMC  | BMC Racing Team       |
| 31-38   | MOV  | Movistar Team         |
| 41-48   | SKY  | Team Sky              |
| 51-58   | TCG  | Cannondale-Garmin     |
| 61-68   | ALM  | AG2R La Mondiale      |
| 71-78   | AST  | Astana Qazaqstan Team |
| 81-88   | EQS  | Etixx-Quick Step      |
| 91-98   | FDJ  | FDJ                   |
| 101-108 | IAM  | IAM Cycling           |
| 111-118 | LAM  | Lampre-Merida         |

| Núm.    | Codi | Equip                        |
| ------- | ---- | ---------------------------- |
| 121-128 | LTS  | Lotto Soudal                 |
| 131-138 | OGE  | Orica-GreenEDGE              |
| 141-148 | TGA  | Team Giant-Alpecin           |
| 151-158 | TLJ  | Team LottoNL-Jumbo           |
| 161-168 | TFR  | Trek Factory Racing          |
| 171-178 | CJR  | Caja Rural-Seguros RGA       |
| 181-188 | BSE  | Bretagne-Séché Environnement |
| 191-198 | CCC  | CCC Sprandi Polkowice        |
| 201-208 | COF  | Cofidis                      |
| 211-218 | COL  | Colombia                     |
| 221-228 | EUC  | Team Europcar                |
| 231-238 | WGG  | Wanty-Groupe Gobert          |

## Favorits
Tot i la baixa de darrera hora del català Joaquim Rodríguez (Team Katusha), vigent vencedor de la Volta, per culpa d'un virus estomacal aquesta edició de la Volta comptarà amb les grans estrelles del ciclisme actual. Destaca la presència d'Alberto Contador (Team Tinkoff-Saxo), darrer vencedor de la Volta a Espanya, i Chris Froome (Team Sky), vencedor del Tour de França de 2013. Altres ciclistes destacats són Richie Porte (Team Sky), que ve de guanyar la París-Niça, Alejandro Valverde (Movistar Team), Rigoberto Urán (Etixx-Quick Step), Fabio Aru (Astana Qazaqstan Team), Tejay Van Garderen (BMC Racing Team), tercer el 2013, Andrew Talansky (Cannondale-Garmin), Daniel Martin (Cannondale-Garmin), vencedor del 2013 o Domenico Pozzovivo (AG2R La Mondiale).

## Etapes
| Etapa    | Data       | Recorregut                                  |                         | km    | Vencedor de l'etapa      | Líder de la general   |
| -------- | ---------- | ------------------------------------------- | ----------------------- | ----- | ------------------------ | --------------------- |
| 1a etapa | 23 de març | Calella – Calella                           | Etapa de mitja muntanya | 185,2 | Maciej Paterski (POL)    | Maciej Paterski (POL) |
| 2a etapa | 24 de març | Mataró – Olot                               | Etapa de mitja muntanya | 191,8 | Alejandro Valverde (ESP) | Maciej Paterski (POL) |
| 3a etapa | 25 de març | Girona – Girona                             | Etapa de mitja muntanya | 156,6 | Domenico Pozzovivo (ITA) | Pierre Rolland (FRA)  |
| 4a etapa | 26 de març | Tona - La Molina (Alp)                      | Etapa de muntanya       | 188,4 | Tejay van Garderen (USA) | Bart De Clercq (BEL)  |
| 5a etapa | 27 de març | Alp – Valls                                 | Etapa plana             | 195,4 | Alejandro Valverde (ESP) | Richie Porte (AUS)    |
| 6a etapa | 28 de març | Cervera – PortAventura                      | Etapa de mitja muntanya | 194,1 | Serguei Txernetski (RUS) | Richie Porte (AUS)    |
| 7a etapa | 29 de març | Barcelona (Montjuïc) – Barcelona (Montjuïc) | Etapa de mitja muntanya | 126,6 | Alejandro Valverde (ESP) | Richie Porte (AUS)    |

### 1a etapa
23 de març de 2015 — Calella - Calella, 185,2 km
La Volta a Catalunya repeteix el punt de sortida de les passades edicions, Calella, amb una etapa de mitja muntanya i tres ports de muntanya puntuables per la zona del Montseny. Des de Calella el recorregut es dirigeix cap al sud, fins a Mataró, on té lloc el primer esprint intermedi (km 15), per tot seguit tornar cap a Calella, primer per l'interior del Maresme, passant per Sant Andreu de Llavaneres i Sant Vicenç de Montalt i d'aquí tornar a la costa, a Arenys de Mar. A Calella (km 47,5) hi ha el segon esprint del dia i la cursa continua cap a Malgrat de Mar, on es deixa la costa per dirigir-se a Tordera, Hostalric i Arbúcies. Poc després comença l'ascensió al primer port de muntanya de l'etapa, l'alt de Viladrau (11,8 km al 3,3%) que es corona al km 105,2. Aquest coll enllaça amb l'alt de Collformic (7,8 km al 5,2%) de primera categoria. Un ràpid descens conduirà els ciclistes fins a Santa Maria de Palautordera i Calella, previ pas per l'alt de Collsacreu (7,4 km al 3,0%).
Etapa marcada per una llarga escapada protagonitzada per Maciej Paterski (CCC Sprandi Polkowice), Pierre Rolland (Team Europcar) i Bart De Clercq (Lotto Soudal) en el quilòmetre 60 després que el gran grup en neutralitzés una altra d'inicial formada per deu ciclistes. Aquest tercet va arribar a tenir més de 13 minuts de diferència sobre un gran grup en què cap equip volia prendre la iniciativa per neutralitzar-los. Al pas per la darrera dificultat muntanyosa del dia els escapats encara mantenien prop de set minuts sobre el pilot, encapçalat aleshores pel Movistar Team, Team Sky i Team Tinkoff-Saxo. Finalment els escapats es van disputar la victòria a l'esprint. De Clercq va ser el primer a llançar l'esprint, però fou Paterski el vencedor final i primer líder d'aquesta edició. El gran grup arribà 2' 40" després.
|    | Ciclista                 | Equip                  | Temps      |
| -- | ------------------------ | ---------------------- | ---------- |
| 1  | Maciej Paterski (POL)    | CCC Sprandi Polkowice  | 4h 33' 41" |
| 2  | Pierre Rolland (FRA)     | Team Europcar          | m. t.      |
| 3  | Bart De Clercq (BEL)     | Lotto Soudal           | + 2"       |
| 4  | Tosh Van Der Sande (BEL) | Lotto Soudal           | + 2' 40"   |
| 5  | Julian Alaphilippe (FRA) | Etixx-Quick Step       | + 2' 40"   |
| 6  | Paolo Tiralongo (ITA)    | Astana Qazaqstan Team  | + 2' 40"   |
| 7  | Enrico Gasparotto (ITA)  | Wanty-Groupe Gobert    | + 2' 40"   |
| 8  | Bryan Coquard (FRA)      | Team Europcar          | + 2' 40"   |
| 9  | Carlos Barbero (ESP)     | Caja Rural-Seguros RGA | + 2' 40"   |
| 10 | Julien Simon (FRA)       | Cofidis                | + 2' 40"   |

|    | Ciclista                 | Equip                 | Temps      |
| -- | ------------------------ | --------------------- | ---------- |
| 1  | Maciej Paterski (POL)    | CCC Sprandi Polkowice | 4h 33' 31" |
| 2  | Pierre Rolland (FRA)     | Team Europcar         | + 4"       |
| 3  | Bart De Clercq (BEL)     | Lotto Soudal          | + 8"       |
| 4  | Wout Poels (NED)         | Team Sky              | + 2' 47"   |
| 5  | Nicolas Roche (IRE)      | Team Sky              | + 2' 48"   |
| 6  | Daniel Martin (IRE)      | Cannondale-Garmin     | + 2' 49"   |
| 7  | Tosh Van Der Sande (BEL) | Lotto Soudal          | + 2' 50"   |
| 8  | Julian Alaphilippe (FRA) | Etixx-Quick Step      | + 2' 50"   |
| 9  | Paolo Tiralongo (ITA)    | Astana Qazaqstan Team | + 2' 50"   |
| 10 | Enrico Gasparotto (ITA)  | Wanty-Groupe Gobert   | + 2' 50"   |

### 2a etapa
24 de març de 2015 — Mataró - Olot, 191,8 km
Etapa amb dues petites dificultats muntanyoses, una la primera part de cursa i l'altra a tan sols 14,7 quilòmetres de l'arribada. Se surt de Mataró per fer un primer bucle pel Maresme, tot arribant fins a Sant Andreu de Llavaneres i novament cap a Mataró per enfilar cap a Argentona i Dosrius i afrontar primer port de muntanya del dia, l'alt de can Bordoi (2,8 km al 5,3%), de tercera categoria, que es corona al km 23,7. Un cop al Vallès l'etapa segueix cap a Sant Celoni, Hostalric i Riudarenes, on el recorregut marxa cap a Santa Coloma de Farners, Amer i Olot. Un cop arribats a Olot el recorregut va cap a Mieres (km 137,4), on té lloc el primer esprint intermedi del dia, Banyoles i Besalú (km 164,1), on es troba el segon i darrer esprint. Poc després comença l'ascensió a l'alt de Montagut (2,1 km al 4,5%), de tercera categoria, que es corona a menys de 15 quilòmetres de l'arribada, a Olot.
Al quilòmetre 15 d'etapa es va formar l'escapada del dia, integrada per Lluís Mas (Caja Rural-Seguros RGA), Sam Bewley (Orica-GreenEDGE), Tom Stamsnijder (Team Giant-Alpecin) i Tsgabu Grmay (Lampre-Merida). A diferència del dia anterior als escapats no se'ls va permetre tenir més de quatre minuts i van estar controlats en tot moment pel gran grup. Poc abans de l'ascens a l'alt de Montagut Mas va atacar i va deixar enrere els seus companys, però quatre quilòmetres més tard era neutralitzat per un gran grup en què els esprintadors havien de lluitar per no quedar molt endarrerits. La victòria d'etapa es va disputar a l'esprint i el vencedor final fou un sorprenent Alejandro Valverde (Movistar), per davant del seu company d'equip José Joaquín Rojas. No hi ha canvis a la general.
|    | Ciclista                 | Equip                        | Temps      |
| -- | ------------------------ | ---------------------------- | ---------- |
| 1  | Alejandro Valverde (ESP) | Movistar Team                | 5h 02' 49" |
| 2  | José Joaquín Rojas (ESP) | Movistar Team                | m. t.      |
| 3  | Martin Elmiger (SUI)     | IAM Cycling                  | m. t.      |
| 4  | Jonathan Hivert (FRA)    | Bretagne-Séché Environnement | m. t.      |
| 5  | Wilco Kelderman (NED)    | Team LottoNL-Jumbo           | m. t.      |
| 6  | Julien Simon (FRA)       | Cofidis                      | m. t.      |
| 7  | Eduard Prades (CAT)      | Caja Rural-Seguros RGA       | m. t.      |
| 8  | Fábio Silvestre (POR)    | Trek Factory Racing          | m. t.      |
| 9  | Pavel Kochetkov (RUS)    | Team Katusha                 | m. t.      |
| 10 | Davide Malacarne (ITA)   | Astana Qazaqstan Team        | m. t.      |

|    | Ciclista                 | Equip                 | Temps      |
| -- | ------------------------ | --------------------- | ---------- |
| 1  | Maciej Paterski (POL)    | CCC Sprandi Polkowice | 9h 36' 20" |
| 2  | Pierre Rolland (FRA)     | Team Europcar         | + 4"       |
| 3  | Bart De Clercq (BEL)     | Lotto Soudal          | + 8"       |
| 4  | Alejandro Valverde (ESP) | Movistar Team         | + 2' 40"   |
| 5  | José Joaquín Rojas (ESP) | Movistar Team         | + 2' 44"   |
| 6  | Martin Elmiger (SUI)     | IAM Cycling           | + 2' 46"   |
| 7  | Wout Poels (NED)         | Team Sky              | + 2' 47"   |
| 8  | Nicolas Roche (IRE)      | Team Sky              | + 2' 48"   |
| 9  | Daniel Martin (IRE)      | Cannondale-Garmin     | + 2' 49"   |
| 10 | Julien Simon (FRA)       | Cofidis               | + 2' 50"   |

### 3a etapa
25 de març de 2015 — Girona - Girona, 156,6 km
Etapa de mitja muntanya pels voltants de Girona i la zona de les Gavarres, amb cinc passos puntuables, dos d'ells de primera categoria. El recorregut es dirigeix cap a Quart i Llambilles, amb uns primers 30 quilòmetres força planers, abans d'afrontar el primer coll del dia, l'alt de Romanyà (2,6 km al 3,4%), de tercera categoria (km 41,4). Un ràpid i llarg descens conduirà els ciclistes fins a Calonge, on tindrà lloc el primer esprint del dia (km 50,3) i poc després comença l'ascensió a l'alt de Ganga (3,7 km al 4,0%), també de tercera (km 57,4). A la Bisbal d'Empordà (km 65,3) hi ha el segon esprint del dia i poc després de Monells comença l'ascensió a l'alt dels Àngels (6 km al 5,5), de primera categoria (km 82,6). El descens conduirà els ciclistes fins a Girona i un primer pas per la línia d'arribada i tornar a marxar cap a Quart i Llambilles, per trencar cap a Cassà de la Selva i afrontar l'ascensió a l'alt de Santa Pellaia (5,9 km al 4%), de segona categoria (km 119). Un ràpid descens durà els ciclistes fins a Monells per afrontar una segona ascensió a l'alt dels Àngels, que es corona a manca de 13 km per l'arribada.
Després de diversos intents d'escapada en els primers quilòmetres, Lluís Mas (Caja Rural-Seguros RGA) i Benoit Jarrier (Bretagne-Séché Environnement) comencen a gestar l'escapada del dia. Finalment foren sis els components d'aquesta escapada i la diferència no arribà en cap moment als quatre minuts, ja que els equips dels principals favorits a la victòria final van controlar-la en tot moment. En el primer pas per l'alt dels Àngel els escapats sols disposen de 2' 30" sobre un gran grup que anava perdent unitats a marxes forçades. Amb tot, el fet que marcarà l'etapa serà la caiguda d'Alejandro Valverde (Movistar Team) en l'ascensió a l'alt de Santa Pellaia, en un moment en què la cursa ja estava llançada pels homes del Team Tinkoff-Saxo, Team Sky i Astana Qazaqstan Team. Tot i els intents del seu equip Valverde no podrà contactar amb el grup capdavanter. A manca de 16 km Alberto Contador (Team Tinkoff-Saxo) dinamita el grup capdavanter i sols sis corredors el poden seguir. Aquest grup arribà a tenir fins a 40" sobre Valverde, però finalment sols seran 22 en l'arribada a Girona. La victòria d'etapa fou per a Domenico Pozzovivo (AG2R La Mondiale), que a manca de 2 km s'escapolí dels seus companys i es presentà amb 3" a la línia d'arribada. Pierre Rolland (Team Europcar), que arribà en el grup de Valverde, passa a ser el nou líder, ja que Paterski i De Clercq perden 1' 34".
|    | Ciclista                 | Equip                 | Temps      |
| -- | ------------------------ | --------------------- | ---------- |
| 1  | Domenico Pozzovivo (ITA) | AG2R La Mondiale      | 3h 52' 37" |
| 2  | Rigoberto Urán (COL)     | Etixx-Quick Step      | + 3"       |
| 3  | Daniel Martin (IRL)      | Cannondale-Garmin     | + 3"       |
| 4  | Alberto Contador (ESP)   | Team Tinkoff-Saxo     | + 3"       |
| 5  | Fabio Aru (ITA)          | Astana Qazaqstan Team | + 3"       |
| 6  | Richie Porte (AUS)       | Team Sky              | + 3"       |
| 7  | Andrew Talansky (USA)    | Cannondale-Garmin     | + 3"       |
| 8  | Diego Rosa (ITA)         | Astana Qazaqstan Team | + 22"      |
| 9  | Wilco Kelderman (NED)    | Team LottoNL-Jumbo    | + 22"      |
| 10 | Alberto Losada (ESP)     | Team Katusha          | + 22"      |

|    | Ciclista                 | Equip                 | Temps       |
| -- | ------------------------ | --------------------- | ----------- |
| 1  | Pierre Rolland (FRA)     | Team Europcar         | 13h 29' 23" |
| 2  | Maciej Paterski (POL)    | CCC Sprandi Polkowice | + 1' 08"    |
| 3  | Bart De Clercq (BEL)     | Lotto Soudal          | + 1' 16"    |
| 4  | Domenico Pozzovivo (ITA) | AG2R La Mondiale      | + 2' 14"    |
| 5  | Rigoberto Urán (COL)     | Etixx-Quick Step      | + 2' 21"    |
| 6  | Daniel Martin (IRL)      | Cannondale-Garmin     | + 2' 22"    |
| 7  | Alberto Contador (ESP)   | Team Tinkoff-Saxo     | + 2' 27"    |
| 8  | Richie Porte (AUS)       | Team Sky              | + 2' 27"    |
| 9  | Fabio Aru (ITA)          | Astana Qazaqstan Team | + 2' 27"    |
| 10 | Andrew Talansky (USA)    | Cannondale-Garmin     | + 2' 27"    |

### 4a etapa
26 de març de 2015 — Tona - La Molina (Alp), 188,4 km
Etapa reina de la present edició, amb quatre ports de muntanya puntuables, tres de primera i un de categoria especial. El final és a l'estació d'esquí de La Molina. Només prendre la sortida el recorregut fa un bucle pels voltants de Tona, per tot seguit dirigir-se a Vic i Manlleu (km 31,5), on té lloc el primer esprint intermedi del dia. Aquests primers quilòmetres són totalment plans i no serà fins poc després de Sant Pere de Torelló quan comenci l'ascensió al coll de Bracons (10,5 km al 4,9%), de primera categoria (km 57,9). Un ràpid i pronunciat descens conduirà el grup fins a Sant Esteve d'en Bas (km 68,2), on es disputarà el segon esprint del dia, i Olot. Tot seguint s'inicia l'ascensió a l'alt de Coubet (10 km al 5,5%), de primera categoria (km 90,6). El descens porta a Ripoll, Campdevànol i Gombrèn, on comença el llarg coll de la Creueta (21 km al 4,5%), de categoria especial (km 146,3), cima Peris de la present edició. El descens es fa pel pla d'Anyella i la collada de Toses i un cop a Urtx es pren direcció a la Molina, on té lloc l'arribada després d'una ascensió final de 5,6 km al 5,8% de desnivell mitjà.
Etapa disputada a un fort ritme, en què una escapada inicial integrada per Thomas Danielson (Cannondale-Garmin), José Herrada (Movistar Team), Jerome Coppel (IAM Cycling), Riccardo Zoidl (Trek Factory Racing) i Loïc Chetout (Cofidis) arribà a disposar de 7' 15" durant l'ascensió al primer alt del dia, el coll de Bracons. En aquell moment fou l'Astana Qazaqstan Team passà a treballar en benefici de Fabio Aru. Durant l'ascensió al coll de la Creueta Chris Froome i Pierre Rolland van perdre contacte amb el grup dels favorits, mentre l'escapada quedava sols formada per Danielson i Zoidl. Els dos escapats foren neutralitzats a manca de 5 km per l'arribada, en les primeres rampes de l'ascensió a La Molina. Vasil Kiryienka (Team Sky) fou el primer a moure's, amb Daniel Martin (Cannondale-Garmin) rere seu. Tejay van Garderen (BMC Racing Team) superà a Kiryienka a manca de 2,5 km i marxà en solitari cap a la victòria final. Alberto Contador (Team Tinkoff-Saxo) també atacà, però fou superat en els darrers metres per Richie Porte, segon de l'etapa. El liderat passà a mans de Bart De Clercq (Lotto Soudal), amb 21" sobre Porte.
|    | Ciclista                 | Equip              | Temps      |
| -- | ------------------------ | ------------------ | ---------- |
| 1  | Tejay van Garderen (USA) | BMC Racing Team    | 5h 00' 36" |
| 2  | Richie Porte (AUS)       | Team Sky           | + 3"       |
| 3  | Alberto Contador (ESP)   | Team Tinkoff-Saxo  | + 8"       |
| 4  | Daniel Martin (IRL)      | Cannondale-Garmin  | + 8"       |
| 5  | Wilco Kelderman (NED)    | Team LottoNL-Jumbo | + 8"       |
| 6  | Darwin Atapuma (COL)     | BMC Racing Team    | + 11"      |
| 7  | Domenico Pozzovivo (ITA) | AG2R La Mondiale   | + 15"      |
| 8  | Alejandro Valverde (ESP) | Movistar Team      | + 19"      |
| 9  | Vasil Kiryienka (BLR)    | Team Sky           | + 21"      |
| 10 | Rafael Valls (VAL)       | Lampre-Merida      | + 21"      |

|    | Ciclista                 | Equip                 | Temps       |
| -- | ------------------------ | --------------------- | ----------- |
| 1  | Bart De Clercq (BEL)     | Lotto Soudal          | 18h 32' 02" |
| 2  | Richie Porte (AUS)       | Team Sky              | + 21"       |
| 3  | Domenico Pozzovivo (ITA) | AG2R La Mondiale      | + 26"       |
| 4  | Daniel Martin (IRL)      | Cannondale-Garmin     | + 27"       |
| 5  | Alberto Contador (ESP)   | Team Tinkoff-Saxo     | + 28"       |
| 6  | Rigoberto Uran (COL)     | Etixx-Quick Step      | + 45"       |
| 7  | Fabio Aru (ITA)          | Astana Qazaqstan Team | + 48"       |
| 8  | Wilco Kelderman (NED)    | Team LottoNL-Jumbo    | + 51"       |
| 9  | Alejandro Valverde (ESP) | Movistar Team         | + 52"       |
| 10 | Darwin Atapuma (COL)     | BMC Racing Team       | + 54"       |

### 5a etapa
27 de març de 2015 — Alp - Valls, 195,4 km
Etapa de transició, majoritàriament en descens, que creua Catalunya de nord a sud, tot enllaçant la Cerdanya i l'Alt Camp. Des d'Alp l'etapa es dirigeix a Bellver de Cerdanya per agafar la N-260 cap a la Seu d'Urgell, on té lloc el primer esprint intermedi del dia (km 38,6). Tot seguit es pren la C-14 per dirigir-se cap a Adrall, Oliana i Ponts, on té lloc el segon esprint (km 103,4). L'etapa continua cap a Guissona, Tàrrega, Solivella i Montblanc, on poc després comença l'única ascensió del dia, el coll de Lilla (4,1 km al 4,8%, de segona categoria), que es corona a tan sols 10,1 km per a l'arribada a Valls, al davant el Pavelló Xavi Tondo.
Etapa disputada a un fort ritme, amb nombrosos intents d'escapada i que sols a partir del quilòmetre 50 de cursa es forma una escapada amb cara i ulls. Els integrants són Jan Polanc (Lampre-Merida), Calvin Watson (Trek Factory Racing) i Yohan Bagot (Cofidis), que com a molt obtenen 5 minuts al pas per Ponts. En arribar a Tàrrega el vent va fer acte de presència i el Movistar Team, amb l'ajuda del Team Sky i imposà un ritme vertiginós, provocant el trencament del gran grup. El fins aleshores líder, el belga Bart De Clercq, quedà endarrerit, perdent tota opció a la victòria final. En l'ascensió al coll de Lilla Valverde atacà i reduí el grup a tan sols onze unitats. En el descens tornà a atacar i finalment aconseguí la victòria en solitari, amb 5" sobre Rigoberto Uran (Etixx-Quick Step). L'australià Richie Porte passa a liderar la cursa amb 5" sobre Domenico Pozzovivo (AG2R La Mondiale) després que De Clercq perdés gairebé 3' en l'arribada.
|    | Ciclista                 | Equip                 | Temps      |
| -- | ------------------------ | --------------------- | ---------- |
| 1  | Alejandro Valverde (ESP) | Movistar Team         | 4h 25' 52" |
| 2  | Rigoberto Uran (COL)     | Etixx-Quick Step      | + 5"       |
| 3  | Paolo Tiralongo (ITA)    | Astana Qazaqstan Team | + 5"       |
| 4  | Richie Porte (AUS)       | Team Sky              | + 5"       |
| 5  | Fabio Aru (ITA)          | Astana Qazaqstan Team | + 5"       |
| 6  | Domenico Pozzovivo (ITA) | AG2R La Mondiale      | + 5"       |
| 7  | Alberto Contador (ESP)   | Team Tinkoff-Saxo     | + 5"       |
| 8  | Darwin Atapuma (COL)     | BMC Racing Team       | + 12"      |
| 9  | Tejay van Garderen (USA) | BMC Racing Team       | + 5"       |
| 10 | Rafael Valls (VAL)       | Lampre-Merida         | + 5"       |

|    | Ciclista                 | Equip                 | Temps       |
| -- | ------------------------ | --------------------- | ----------- |
| 1  | Richie Porte (AUS)       | Team Sky              | 22h 58' 20" |
| 2  | Domenico Pozzovivo (ITA) | AG2R La Mondiale      | + 5"        |
| 3  | Alberto Contador (ESP)   | Team Tinkoff-Saxo     | + 7"        |
| 4  | Alejandro Valverde (ESP) | Movistar Team         | + 16"       |
| 5  | Rigoberto Uran (COL)     | Etixx-Quick Step      | + 18"       |
| 6  | Fabio Aru (ITA)          | Astana Qazaqstan Team | + 27"       |
| 7  | Darwin Atapuma (COL)     | BMC Racing Team       | + 33"       |
| 8  | Rafael Valls (VAL)       | Lampre-Merida         | + 43"       |
| 9  | Wilco Kelderman (NED)    | Team LottoNL-Jumbo    | + 1' 09"    |
| 10 | Daniel Martin (IRL)      | Cannondale-Garmin     | + 1' 35"    |

### 6a etapa
28 de març de 2015 — Cervera - PortAventura, 194,1 km
Etapa amb un recorregut trencacames per la zona del Priorat, tot i que el final és totalment pla. Des de Cervera el recorregut es dirigeix a La Guàrdia Lada, el Balneari de Vallfogona de Riucorb i Vallfogona de Riucorb, on té lloc el primer esprint intermedi del dia (km 20,6). L'etapa continua cap a Guimerà, Sant Martí de Maldà i Vallbona de les Monges, Solivella, l'Espluga de Francolí i el monestir de Poblet, on comença l'ascensió a l'alt de Prades (11 km al 4%), de primera categoria (km 87,8). El descens es fa cap a Albarca, Cornudella de Montsant, Poboleda, la Vilella Baixa, on es pren direcció a Gratallops, Falset i Marçà. Poc després de la Torre de Fontaubella comença l'ascensió a l'alt del Coll Roig (3,7 km al 5%), de tercera categoria (km 157,6). El descens durà el ciclistes fins a Montroig del Camp, on hi ha el segon i darrer esprint del dia (km 169,4). Els darrers quilòmetres són totalment plans i per bona carretera fins a PortAventura.
Etapa en què tot el protagonisme va estar en mans dels integrants d'una nombrosa escapada de fins a 20 ciclistes formada en els primers quilòmetres. Entre els escapats destaca la presència de Serguei Txernetski, Eduard Vorgànov (Team Katusha), Tejay Van Garderen (BMC Racing Team), Marc Soler (Movistar Team), Tom Danielson (Cannondale-Garmin) i Carlos Verona (Etixx-Quick Step). Tot i algun intent per trencar l'escapada en els darrers quilòmetres i arribar en solitari finalment 13 ciclistes arribaren plegats a PortAventura. En l'esprint Txernetski fou el més ràpid, mentre el vilanoví Marc Soler aconseguia la millor posició des que passà al professionalisme de la mà del Movistar Team a primers del 2015. En els darrers quilòmetres Alberto Contador va patir una forta caiguda.
|    | Ciclista                 | Equip                        | Temps      |
| -- | ------------------------ | ---------------------------- | ---------- |
| 1  | Serguei Txernetski (RUS) | Team Katusha                 | 4h 42' 47" |
| 2  | Julian Alaphilippe (FRA) | Etixx-Quick Step             | m. t.      |
| 3  | Maciej Paterski (POL)    | CCC Sprandi Polkowice        | m. t.      |
| 4  | Marc Soler (CAT)         | Movistar Team                | m. t.      |
| 5  | Jonathan Hivert (FRA)    | Bretagne-Séché Environnement | m. t.      |
| 6  | Tejay Van Garderen (USA) | BMC Racing Team              | m. t.      |
| 7  | Georg Preidler (AUT)     | Team Giant-Alpecin           | m. t.      |
| 8  | Rudy Molard (FRA)        | Cofidis                      | m. t.      |
| 9  | Thomas Danielson (USA)   | Cannondale-Garmin            | + 3"       |
| 10 | Carlos Verona (ESP)      | Etixx-Quick Step             | + 3"       |

|    | Ciclista                 | Equip                 | Temps       |
| -- | ------------------------ | --------------------- | ----------- |
| 1  | Richie Porte (AUS)       | Team Sky              | 27h 42' 57" |
| 2  | Domenico Pozzovivo (ITA) | AG2R La Mondiale      | + 5"        |
| 3  | Alberto Contador (ESP)   | Team Tinkoff-Saxo     | + 7"        |
| 4  | Alejandro Valverde (ESP) | Movistar Team         | + 16"       |
| 5  | Rigoberto Uran (COL)     | Etixx-Quick Step      | + 18"       |
| 6  | Fabio Aru (ITA)          | Astana Qazaqstan Team | + 27"       |
| 7  | Darwin Atapuma (COL)     | BMC Racing Team       | + 33"       |
| 8  | Rafael Valls (VAL)       | Lampre-Merida         | + 43"       |
| 9  | Wilco Kelderman (NED)    | Team LottoNL-Jumbo    | + 1' 09"    |
| 10 | Daniel Martin (IRL)      | Cannondale-Garmin     | + 1' 35"    |

### 7a etapa

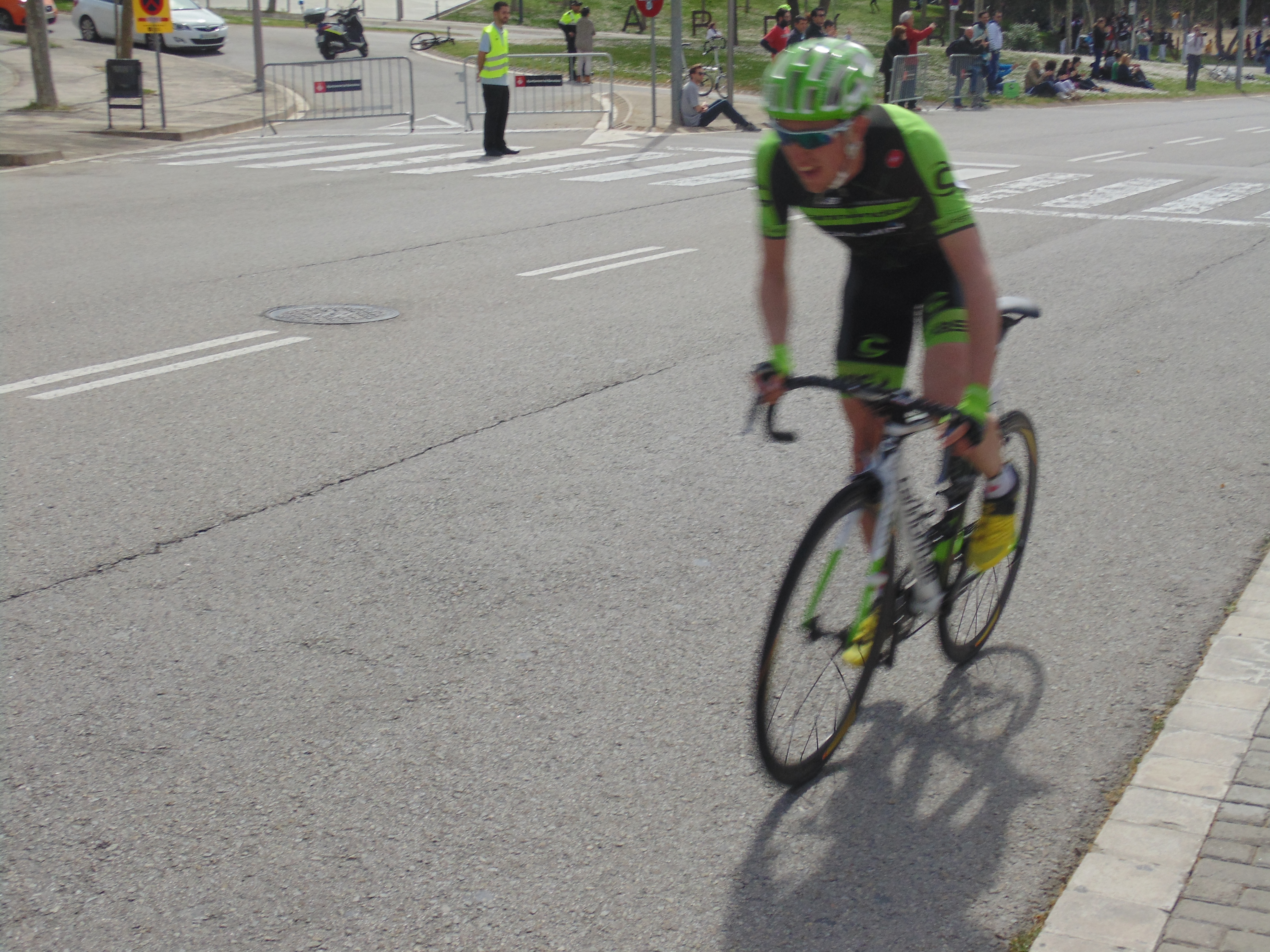
El ciclista irlandès Daniel Martin llança un atac durant l'etapa

29 de març de 2015 — Barcelona - Barcelona, 126,6 km
Etapa curta i moguda pels voltants de Barcelona, amb sortida real a l'Hospitalet de Llobregat i una petita dificultat muntanyosa de tercera categoria, l'alt de Castellbisbal (3,7 km al 4,5%, km 18,7) abans d'entrar al circuit final per la muntanya de Montjuïc, on s'han de fer vuit voltes, amb vuit passos puntuables per l'alt de Montjuïc (2 km al 5,7). Els esprints del dia es troben a Sant Vicenç dels Horts (km 29,8) i Castelldefels (km 46,7).
Etapa final de la Volta en què Alejandro Valverde (Movistar Team) aconseguí la tercera victòria parcial de la cursa, cosa que li va permetre pujar fins a la segona posició final gràcies a les bonificacions, a tan sols quatre segons de Richie Porte (Team Sky), primer australià en guanyar la Volta. Amb aquesta victòria Valverde passà a ocupar la segona posició final, però que hauria estat el vencedor si no hagués perdut 19 segons en la tercera etapa per culpa d'una caiguda. Prèviament hi havia hagut una escapada formada per David Arroyo (Caja Rural-Seguros RGA), Marek Rutkiewicz (CCC Sprandi Polkowice) i Walter Pedraza (Colombia) que arribaren a disposar de poc més de dos minuts i que foren neutralitzats per l'esforç del Movistar Team a manca de 14 km de l'arribada, ja dins el circuit final per Montjuïc.
|    | Ciclista                 | Equip            | Temps      |
| -- | ------------------------ | ---------------- | ---------- |
| 1  | Alejandro Valverde (ESP) | Movistar Team    | 2h 47' 33" |
| 2  | Bryan Coquard (FRA)      | Team Europcar    | m. t.      |
| 3  | Serguei Txernetski (RUS) | Team Katusha     | m. t.      |
| 4  | Jarlinson Pantano (COL)  | Colombia         | m. t.      |
| 5  | Romain Hardy (FRA)       | Cofidis          | m. t.      |
| 6  | José Joaquín Rojas (ESP) | Movistar Team    | m. t.      |
| 7  | Rigoberto Urán (COL)     | Etixx-Quick Step | m. t.      |
| 8  | Domenico Pozzovivo (ITA) | AG2R La Mondiale | m. t.      |
| 9  | Rafael Valls (VAL)       | Lampre-Merida    | m. t.      |
| 10 | Gianluca Brambilla (ITA) | Etixx-Quick Step | m. t.      |

|    | Ciclista                 | Equip                 | Temps       |
| -- | ------------------------ | --------------------- | ----------- |
| 1  | Richie Porte (AUS)       | Team Sky              | 30h 30' 30" |
| 2  | Alejandro Valverde (ESP) | Movistar Team         | + 4"        |
| 3  | Domenico Pozzovivo (ITA) | AG2R La Mondiale      | + 5"        |
| 4  | Alberto Contador (ESP)   | Team Tinkoff-Saxo     | + 7"        |
| 5  | Rigoberto Urán (COL)     | Etixx-Quick Step      | + 18"       |
| 6  | Fabio Aru (ITA)          | Astana Qazaqstan Team | + 28"       |
| 7  | Darwin Atapuma (COL)     | BMC Racing Team       | + 33"       |
| 8  | Rafael Valls (VAL)       | Lampre-Merida         | + 43"       |
| 9  | Wilco Kelderman (NED)    | Team LottoNL-Jumbo    | + 1' 09"    |
| 10 | Daniel Martin (IRL)      | Cannondale-Garmin     | + 1' 35"    |

## Classificacions finals

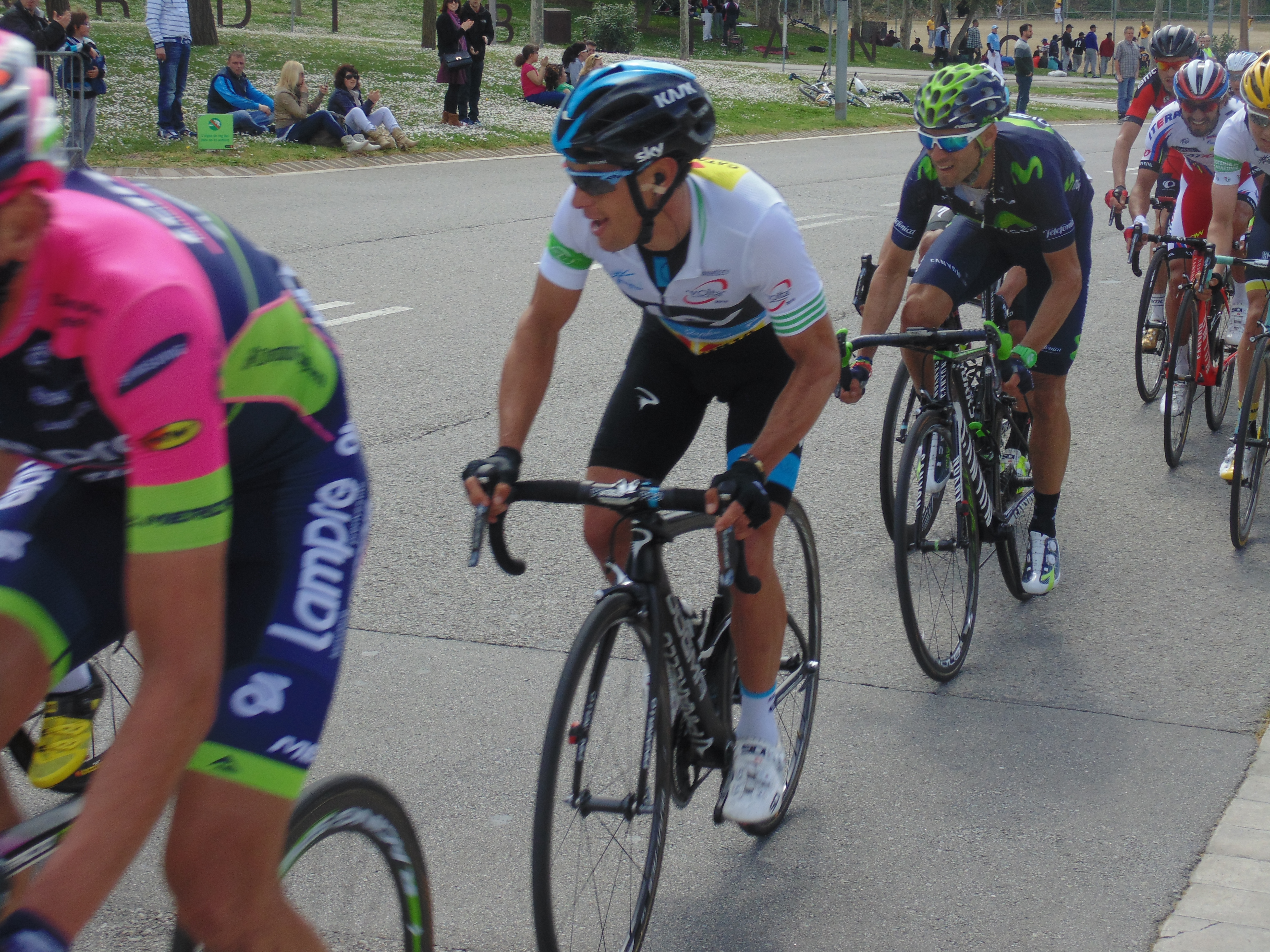
El campió Richie Porte (mallot blanc) seguit per Alejandro Valverde (mallot blau fosc i verd), segon a la general

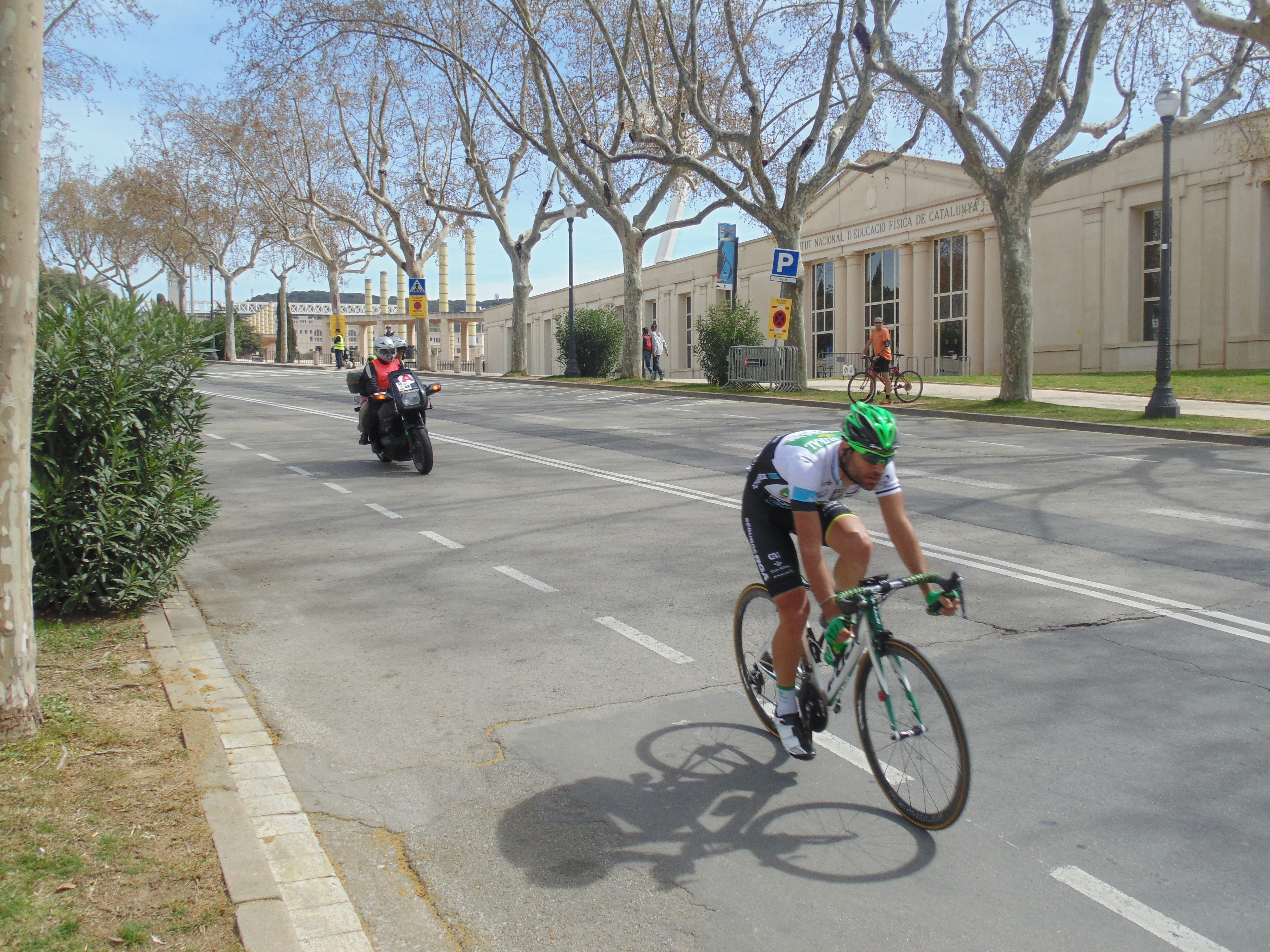
Lluís Mas lluint el mallot dels esprints durant l'última etapa

### Classificació general
|    | Ciclista                 | Equip                 | Temps       |
| -- | ------------------------ | --------------------- | ----------- |
| 1  | Richie Porte (AUS)       | Team Sky              | 30h 30' 30" |
| 2  | Alejandro Valverde (ESP) | Movistar Team         | + 4"        |
| 3  | Domenico Pozzovivo (ITA) | AG2R La Mondiale      | + 5"        |
| 4  | Alberto Contador (ESP)   | Team Tinkoff-Saxo     | + 7"        |
| 5  | Rigoberto Urán (COL)     | Etixx-Quick Step      | + 18"       |
| 6  | Fabio Aru (ITA)          | Astana Qazaqstan Team | + 28"       |
| 7  | Darwin Atapuma (COL)     | BMC Racing Team       | + 33"       |
| 8  | Rafael Valls (VAL)       | Lampre-Merida         | + 43"       |
| 9  | Wilco Kelderman (NED)    | Team LottoNL-Jumbo    | + 1' 09"    |
| 10 | Daniel Martin (IRL)      | Cannondale-Garmin     | + 1' 35"    |

### Classificacions secundàries
|   | Ciclista               | Equip             | Punts |
| - | ---------------------- | ----------------- | ----- |
| 1 | Thomas Danielson (USA) | Cannondale-Garmin | 88    |
| 2 | José Herrada (ESP)     | Movistar Team     | 53    |
| 3 | Richie Porte (AUS)     | Team Sky          | 44    |

|   | Ciclista               | Equip                  | Punts |
| - | ---------------------- | ---------------------- | ----- |
| 1 | Lluís Mas (BAL)        | Caja Rural-Seguros RGA | 11    |
| 2 | Thomas Danielson (USA) | Cannondale-Garmin      | 5     |
| 3 | Rudy Molard (FRA)      | Cofidis                | 4     |

|   | Ciclista              | Equip              | Temps       |
| - | --------------------- | ------------------ | ----------- |
| 1 | Wilco Kelderman (NED) | Team LottoNL-Jumbo | 30h 31' 39" |
| 2 | Warren Barguil (FRA)  | Team Giant-Alpecin | + 2' 29"    |
| 3 | Dylan Teuns (BEL)     | BMC Racing Team    | + 33' 19"   |

|   | Equip             | País         | Temps       |
| - | ----------------- | ------------ | ----------- |
| 1 | BMC Racing Team   | Estats Units | 91h 34' 35" |
| 2 | Team Sky          | Regne Unit   | + 1' 46"    |
| 3 | Cannondale-Garmin | Estats Units | + 6' 44"    |

### UCI World Tour
La Volta a Catalunya atorga punts per l'UCI World Tour 2015 sols als ciclistes dels equips de categoria World Tour.
| Posició               | 1r  | 2n | 3r | 4t | 5è | 6è | 7è | 8è | 9è | 10è |
| Classificació general | 100 | 80 | 70 | 60 | 50 | 40 | 30 | 20 | 10 | 4   |
| Per etapa             | 6   | 4  | 2  | 1  | 1  |    |    |    |    |     |

| #  | Ciclista                 | Equip                 | Punts |
| -- | ------------------------ | --------------------- | ----- |
| 1  | Richie Porte (AUS)       | Team Sky              | 105   |
| 2  | Alejandro Valverde (ESP) | Movistar Team         | 98    |
| 3  | Domenico Pozzovivo (ITA) | AG2R La Mondiale      | 76    |
| 4  | Alberto Contador (ESP)   | Team Tinkoff-Saxo     | 63    |
| 5  | Rigoberto Urán (COL)     | Etixx-Quick Step      | 58    |
| 6  | Fabio Aru (ITA)          | Astana Qazaqstan Team | 42    |
| 7  | Darwin Atapuma (COL)     | BMC Racing Team       | 30    |
| 8  | Rafael Valls (VAL)       | Lampre-Merida]        | 20    |
| 9  | Wilco Kelderman (NED)    | Team LottoNL-Jumbo    | 12    |
| 10 | Serguei Txernetski (RUS) | Team Katusha          | 8     |

## Evolució de les classificacions
| Etapa | Vencedor           | Classificació general | Classificació de la muntanya | Classificació dels esprints | Classificació dels joves | Classificació per equips |
| ----- | ------------------ | --------------------- | ---------------------------- | --------------------------- | ------------------------ | ------------------------ |
| 1     | Maciej Paterski    | Maciej Paterski       | Maciej Paterski              | Martijn Keizer              | Carlos Barbero           | Team Europcar            |
| 2     | Alejandro Valverde | Maciej Paterski       | Maciej Paterski              | Lluís Mas                   | Wilco Kelderman          | Team Europcar            |
| 3     | Domenico Pozzovivo | Pierre Rolland        | Maciej Paterski              | Lluís Mas                   | Wilco Kelderman          | Team Europcar            |
| 4     | Tejay van Garderen | Bart De Clercq        | Tom Danielson                | Lluís Mas                   | Wilco Kelderman          | Team Sky                 |
| 5     | Alejandro Valverde | Richie Porte          | Tom Danielson                | Lluís Mas                   | Wilco Kelderman          | Team Sky                 |
| 6     | Serguei Txernetski | Richie Porte          | Tom Danielson                | Lluís Mas                   | Wilco Kelderman          | BMC Racing Team          |
| 7     | Alejandro Valverde | Richie Porte          | Tom Danielson                | Lluís Mas                   | Wilco Kelderman          | BMC Racing Team          |
| Final | Final              | Richie Porte          | Tom Danielson                | Lluís Mas                   | Wilco Kelderman          | BMC Racing Team          |